# Giacomo Balla
Pour les articles homonymes, voir Balla.
Giacomo Balla, né le 18 juillet 1871 à Turin et mort le 1er mars 1958  à Rome, est un peintre et sculpteur italien, rallié au mouvement futuriste dès 1910.

## Biographie
Giacomo Balla étudie la peinture à Turin, et fait un court passage à l'Accademia Albertina. Il travaille plusieurs années comme illustrateur et caricaturiste pour divers périodiques et éditeurs turinois. À partir de 1899, l’artiste présente ses premières œuvres, influencées par le néo-impressionnisme, lors d’expositions internationales, essentiellement des paysages (Elisa ai giradini, 1902) et des sujets sociaux (Il Mendicante, 1902). Il donne des cours de peinture divisionniste (mise au point par Paul Signac) dans son atelier de l'Académie des beaux-arts de Rome où il enseigne à deux futurs condisciples, Umberto Boccioni et Gino Severini. Il aura également comme élève Rougena Zátková. En 1900-1901, il est, avec Severini, à Fontenay-aux-Roses, chez Serafino Macchiati, peignant des paysages.
En 1910, Giacomo Balla adhère au futurisme, mouvement artistique italien initié par Boccioni en 1909 et théorisé par le poète Filippo Tommaso Marinetti : Balla signe deux manifestes publiés cette année-là, le Manifeste des peintres futuristes (en avril) puis le Manifeste technique de la peinture futuriste.
Fin 1911, avec Boccioni, Severini et Carlo Carrà il se rend à Paris où, sous l'égide du critique Félix Fénéon, la première véritable exposition du groupe des artistes futuristes a lieu du 5 au 24 février 1912 à la Galerie Bernheim-Jeune. Il s'intéresse tout particulièrement au dynamisme de la couleur et de la lumière. Fillette courant sur un balcon (1912) représente l'aboutissement de sa phase futuriste, avec une division de la couleur en taches isolées qui créent l'illusion du mouvement. Cette phase s'ouvre par Lampe à arc (1909-1910), qui annonce les Compénétrations iridescentes composées entre 1912 et le début de l'année 1914.
En 1913, il vend ses tableaux figuratifs antérieurs : c'est la rupture stylistique, programmée et annoncée. Il compose désormais des collages et des peintures de « mots en liberté ».
En 1915, il écrit avec le peintre Fortunato Depero un manifeste intitulé Reconstruction futuriste de l'univers.
Durant la Première Guerre mondiale, l'atelier de Balla devient un lieu de rencontres pour les jeunes artistes mais, vers la fin de la guerre, le mouvement futuriste montre des signes de déclin. Après la guerre, il s'oriente vers le cinéma et le design.
Balla cosigne en 1929 le manifeste de l'aéropeinture futuriste (Manifesto dell'Aeropittura futurista) avec Marinetti, Fortunato Depero, Prampolini, Dottori, Benedetta Cappa, Fillia, Tato (it) et Somenzi pour sa publication dans la Gazzetta del Popolo du 22 septembre 1929, dans l'article intitulé Prospettive di volo.
En 1935, il est fait membre de l'Accademia di San Luca de Rome. En 1937, il rompt avec le futurisme mais y revient en 1948.
Balla participe à la documenta 1 en 1955 à Cassel, en Allemagne. Ses œuvres ont été montrées de manière posthume à la documenta 8 en 1987.

## Démarche
Passionné de photographie, c'est lui qui introduit le divisionnisme (pointillisme) en Italie, fondé sur le comment de la perception de la lumière et des couleurs. Ses élèves le surnomment Giacomo il Notturno en raison de sa représentation de la lumière artificielle dans les scènes qu'il peint. Ses sujets sont les pauvres, les aliénés, les vieillards, les ouvriers et les paysages. Son intérêt pour la perception l'amène à des cadrages où il insiste sur des fragments et des détails au lieu d'une vue d'ensemble. Son divisionnisme devient ainsi de plus en plus lumineux avant son adhésion au mouvement futuriste en 1910. Il s'en distingue cependant par des recherches sur le mouvement, la simultanéité et le dynamisme à partir d'expérimentations sur la photographie. Il dépouille peu à peu ses œuvres au profit d'assemblages de lignes dynamiques. C'est lui qui est choisi pour réaliser les décors de Feu d'artifice d'Igor Stravinsky en 1917. Il délaisse le futurisme en 1933 au profit d'un réalisme photo qui n'est pas sans anticiper le Pop Art.

## Œuvres
- Lanterne – Étude de la lumière, 1909, huile sur toile, 174,7 × 114,7 cm.
- Compénétrations iridescentes.
- La Folle, 1905, huile sur toile.
- La Lampe à arc, 1910, huile sur toile, 174,7 × 114,5 cm[4].
- Dynamisme d'un chien en laisse, 1912, huile sur toile, 90,8 × 110 cm, Albright-Knox Art Gallery, Buffalo[5].
- Fillette courant sur un balcon, 1912, huile sur toile, 125 × 125 cm, Milan, Museo del Novencento.
- Sarah cours vers l'eau de la vie, 1913.
- Expansion dynamique + Vitesse, 1913, Galerie nationale d'Art moderne et contemporain, Rome.
- La Vitesse abstraite, 1913, huile sur toile, 50 × 65,5 cm[6].
- Mercure passant devant le soleil, 1914, huile sur toile, 120 × 100 cm.
- Construction sculpturale de bruit et de vitesse, 1914-1915, sculpture d'aluminium et d'acier montée sur bois peint, 101,8 × 118,0 × 20,0 cm, Washington D.C., Hirshhorn Museum and Sculpture Garden.
- Forme qui crie « Vive l'Italie », 1915, huile sur toile, 134 × 188 cm.
- Le Poing de Boccioni, 1916-1917, sculpture de laiton peint, 83,8 × 80 × 33 cm, Hirshhorn Museum and Sculpture Garden.
- Transformation forme-esprit, 1918, huile sur toile, 51 × 66 cm.
- Fiore futurista, 1920, collection particulière[7].
- Pessimisme-Optimisme, 1923, huile sur toile, musée d'art moderne, Milan[8].
- Les Chiffres amoureux, 1924, huile sur toile, collection particulière[9].

## Citation
« Nous les futuristes, nous voulons libérer notre race de tout neutralisme, de l'indécision apeurée et quiétiste, du pessimisme nihiliste et de l'inertie nostalgique, romantique et ramollissante. Nous voulons colorier l'Italie d'audace et de risques futuristes, donner enfin aux Italiens des vêtements belliqueux et joyeux »

— Manifeste futuriste du vêtement antineutraliste, 1914.

## Rétrospective, exposition
- Le Futurisme, 1909-1916, Paris, Musée national d'Art moderne, 19 septembre - 19 novembre 1973.
- Giacomo Balla, Vérone, Museo del Castelvecchio, 1976.
- Futurismo e futurismi, sous la direction de Pontus Hultén, Venise, Palazzo Grassi, 4 mai - 12 octobre 1986.
- Balla. La modernità futurista, Milan, Palazzo Reale, février-juin 2008.